# 巡礼の旅
『巡礼の旅』（原題：Pilgrimage）は、イギリスのロック・バンド、ウィッシュボーン・アッシュが1971年に発表した2作目のスタジオ・アルバム。

## 背景
「よみの国へ」は、ジャック・マクダフが1963年10月3日に録音し1964年に発表したアルバム『Brother Jack at the Jazz Workshop Live!』からの曲のカヴァーである。「巡礼」は7拍子のパートを含む曲で、マーティン・ターナーによれば『指輪物語』の音楽版を目指して作られた曲だという。「明日はいずこへ」のみライヴ録音で、1971年6月14日のレスター公演の音源が使用された。
本作よりヒプノシスがウィッシュボーン・アッシュのアルバム・ジャケットのデザインを手がけるようになり、バンドとヒプノシスの関係は1980年代初頭まで続いた。

## 反響・評価
全英アルバムチャートでは9週トップ100入りし、最高14位を記録した。アメリカでは7週にわたりBillboard 200入りを果たして、最高174位を記録した。
Dave Slegerはオールミュージックにおいて5点満点中4点を付け「デビュー作では、ブギやブルースだけを基盤としたロック・バンドだったが、バンドは2作目の『巡礼の旅』で、その創造力を知らしめた」「バンドはこのアルバムで、やや沈静化した感もあるが、ソングライティングの多様化により、印象的なギター・プレイが更なる高みに達した。ウィッシュボーン・アッシュの全アルバムの中でも『百眼の巨人アーガス』に次ぐ作品である」と評している。

## 収録曲
特記なき楽曲はメンバー4人の共作。
1. よみの国へ - "Vas Dis" (Jack McDuff) - 4:46
2. 巡礼 - "The Pilgrim" - 8:33
3. ジェイル・ベイト - "Jail Bait" - 4:45
4. 唯一人 - "Alone" - 2:23
5. 子守唄 - "Lullaby" - 3:03
6. 告別 - "Valediction" - 6:20
7. 明日はいずこへ - "Where Were You Tomorrow" - 10:25

### 1991年再発CDボーナス・トラック
1. ジェイル・ベイト（ライヴ） - "Jail Bait (Live)" - 4:56

## 参加ミュージシャン
- マーティン・ターナー - ボーカル、ベース
- アンディ・パウエル - ボーカル、ギター
- テッド・ターナー - ボーカル、ギター
- スティーヴ・アプトン - ドラムス